# Eltzer Fehde

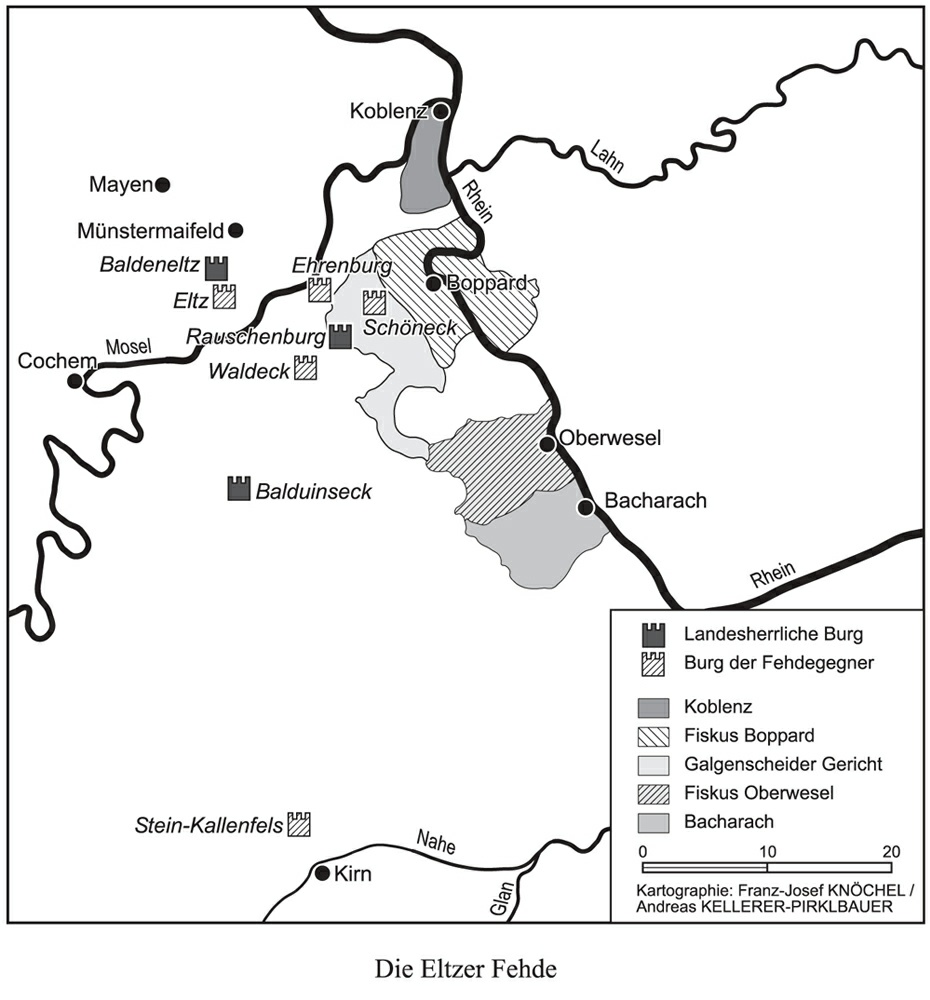
Karte zur Eltzer Fehde (Burgen und Territorien)

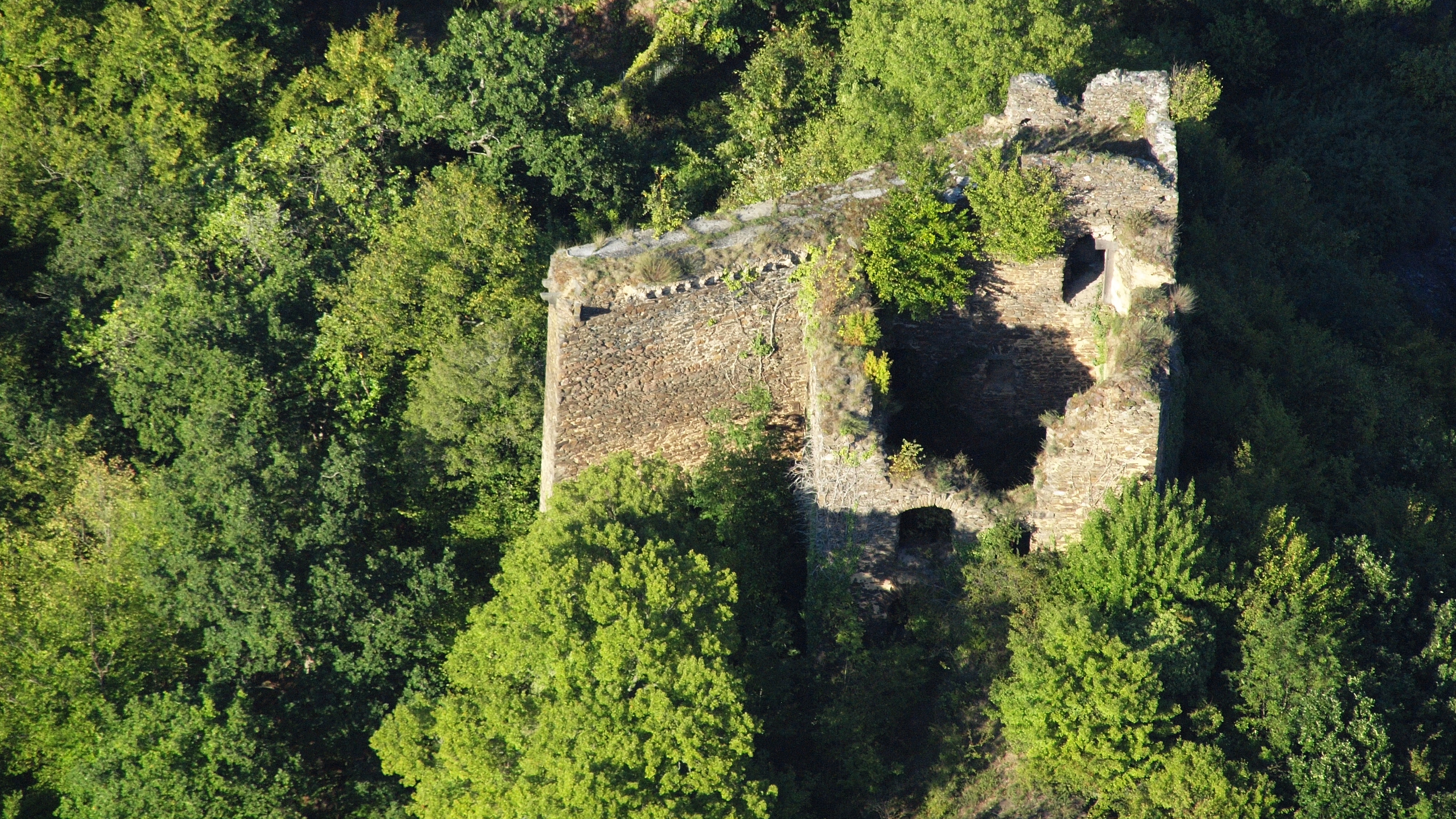
Ruine der Gegenburg Trutzeltz (Luftaufnahme 2015)

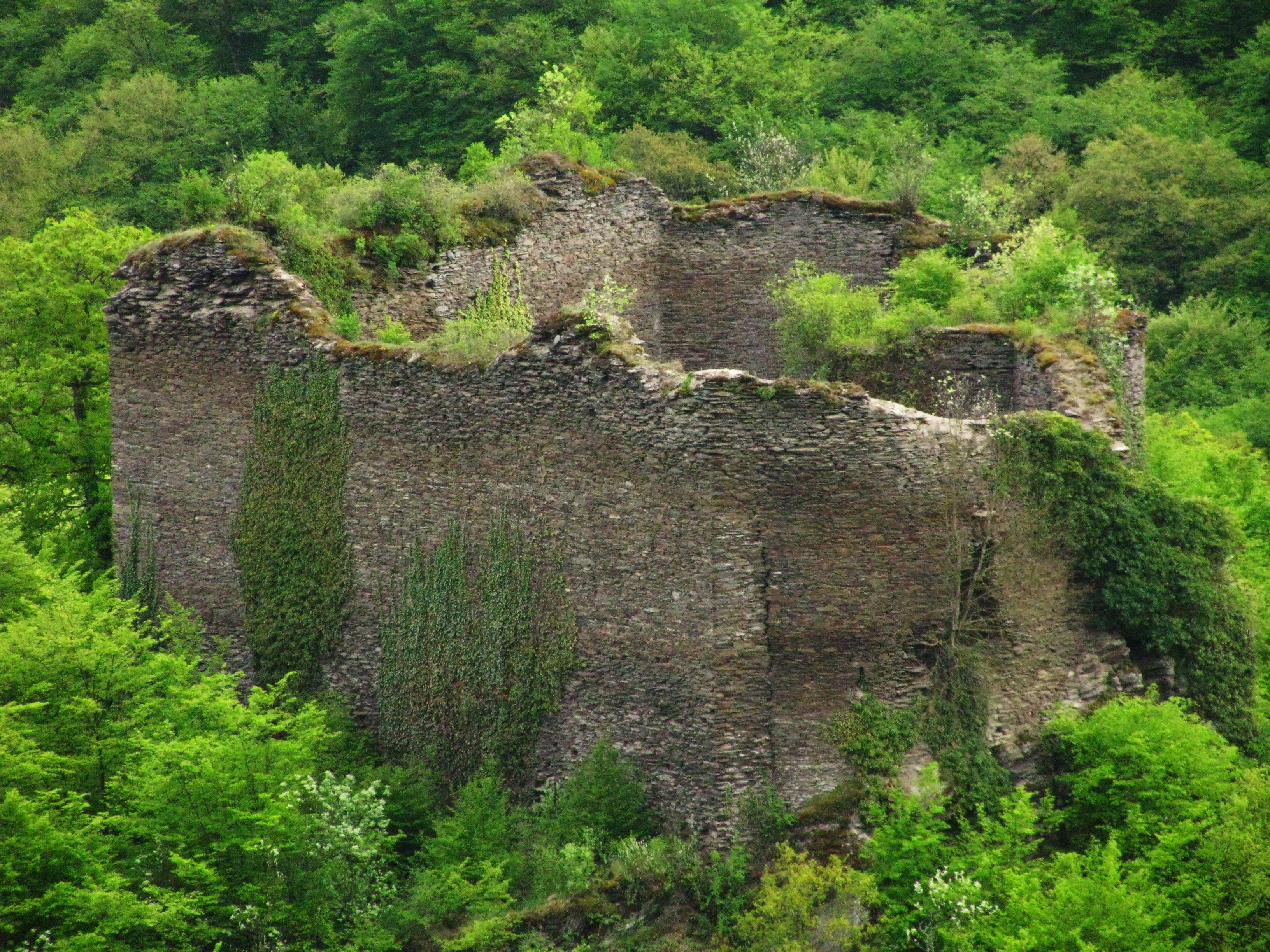
Trutzburg Rauschenburg

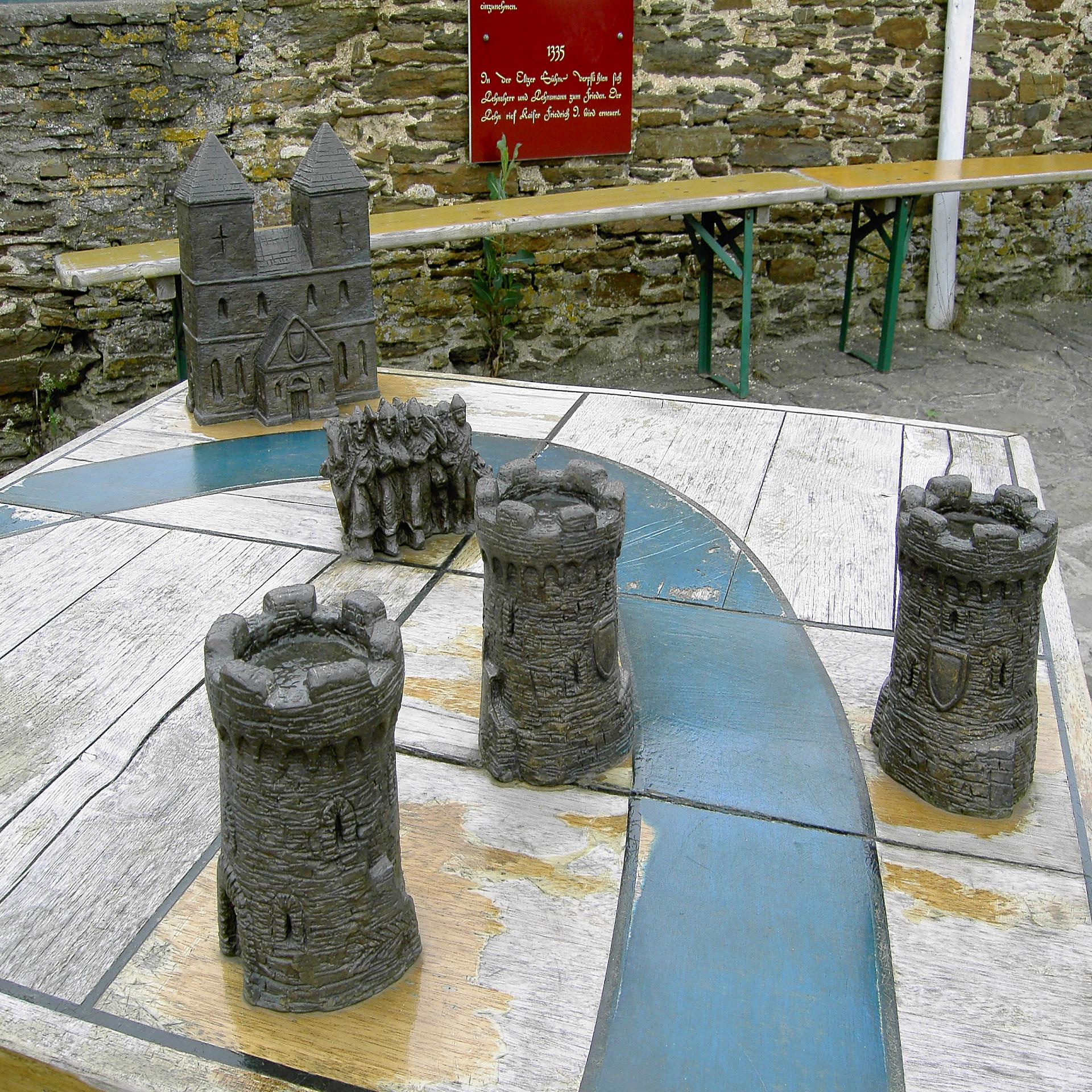
Künstlerische Darstellung der Eltzer Fehde auf der Ehrenburg

Zur Eltzer Fehde kam es in Folge von 1331 beginnenden Bemühungen des Trierer Erzbischofs und Kurfürsten Balduin von Luxemburg, die reichsministerialen Ritter der Burgen Ehrenburg, Eltz, Schöneck sowie Waldeck in das Trierer Amts- und Dienstrecht einzugliedern und sie einem einheitlichen, landesherrlichen Verwaltungsaufbau unterzuordnen. Die ferne Reichsregierungsgewalt und ein schwacher Vorgänger Bischof Balduins hatten bei den Herren – obwohl sie bereits Vasallen und Lehensnehmer des Bischofs waren – vermeintlich gewohnheitsrechtlich erworbene Autonomie- und Rechtsansprüche erwachsen lassen.
Eine Maßnahme zur Eindämmung von „privatem“ Fehdewesen und Faustrecht (zum Beispiel die Behinderung von reisenden Kaufleuten und Warentransporten durch willkürliche Wegezölle und außergerichtliche Pfändungen, oder die Gefangennahme und Geiselhaft zur Durchsetzung eines Anspruchs) waren, Anfang des 14. Jahrhunderts beginnend, mehrere Einigungen des Erzbischofs Balduin mit größeren Territorialherren auf einen Landfrieden. 1317 wurde der „Bacharacher Landfriede“, 1333 der „Lauterer Landfriede“ beschworen. Auch der 1331 abgeschlossene „Geleitvertrag“ zwischen Bischof Balduin und den Grafen von Sponheim zum Schutz durchreisender Kaufleute für das Hunsrück-Nahe-Gebiet verpflichtete den niederen Regionaladel zu Wohlverhalten folgend einer neuen Ordnungspolitik.
Balduin setzte zur Durchsetzung seines kurfürstlichen Herrschaftsanspruch auf den Bau der Trutzburgen Rauschenburg und Trutzeltz (auch Baldeneltz), von denen aus er die Verbindungen der Ritter untereinander kontrollierte bzw. verhinderte. Balduins Ziel war nicht die Vernichtung ihrer Existenz, sondern ihre Anerkennung seiner Rechts- und Verwaltungshoheit. Nach längeren militärischen Auseinandersetzungen 1336/1337 wurde die Fehde wohl zu seinen Bedingungen beendet und gesühnt. In den Urkunden zu dieser Fehde erscheinen namentlich die Brüder Heinrich der Ältere und der Jüngere von Ehrenberg, Johann von Eltz, Konrad der Rote von Schöneck, Rudolf, Wilhelm, Winand und Johann genannt Boos von Waldeck und Hertwin von Winningen. Um die Gegner stärker in kurtrierische Verantwortlichkeiten einzubinden, wurden der Herr von Eltz Erbburggraf der kurfürstlichen Burg Trutzeltz und der Herr von Schöneck Erbburggraf auf der gleichfalls kurfürstlichen Rauschenburg. Mit Johann von Eltz wurde erst Ende 1337 ein Sühnevertrag geschlossen. Wahrscheinlich war er der Anstifter und Wortführer des Widerstandes gegen Bischof Balduin gewesen – wohl darum auch wird dieser Streit „Eltzer Fehde“ genannt.
Die Belagerung der Burg Eltz mit Pfeilbüchsen war der erste nachweisbare Einsatz von Feuerwaffen in Deutschland.